# Hannah-Höch-Preis
Der Hannah-Höch-Preis ist ein seit 1996 jährlich, ab 2014 zweijährlich durch das Land Berlin vergebener Kunstpreis, der für ein hervorragendes künstlerisches Lebenswerk verliehen wird. Der Preis ist zu Ehren der international bekannten deutschen Künstlerin Hannah Höch benannt und gilt als bedeutendster Kunstpreis des Landes Berlin. 

## Prämierung
Ausgezeichnet werden sollen Künstler mit Lebens- und Arbeitsschwerpunkt in Berlin, die ihr 60. Lebensjahr vollendet haben. Verliehen wird der Preis durch die Senatsverwaltung für Wissenschaft, Forschung und Kultur. Die Auswahl erfolgt durch die Förderkommission Bildende Kunst im Berliner Senat. Gewürdigt werden soll eine kontinuierliche, hochwertige künstlerische Leistung, die bisher noch nicht öffentlich anerkannt wurde. Auch ausländische Künstler können dabei in die Auswahl kommen, sofern für die Förderkommission ein Berlin-Bezug erkennbar ist.
Die Verleihung erfolgt im Allgemeinen in der Berlinischen Galerie, dem Landesmuseum für Moderne Kunst, Fotografie und Architektur.
Die Preisverleihung findet im November des jeweiligen Jahres statt und ist mit 25.000 Euro dotiert. Er wird ab 2014 zusammen mit dem seit 2010 ausgelobten Hannah-Höch-Förderpreis verliehen. Verbunden damit ist auch die Ausrichtung eines künstlerischen Projektes oder einer Ausstellung mit Katalog in den Stiftungen Berlinische Galerie und Stadtmuseum Berlin oder dem Kupferstichkabinett der Staatlichen Museen Berlin.

## Preisträger
- 1996: Emmett Williams, USA
- 1997: Wolf Vostell
- 1998: Dieter Goltzsche
- 1999: Marianne Breslauer
- 2000: Rita Preuss
- 2001: Horst Bartnig
- 2002: Ursula Arnold
- 2003: Manfred Gräf
- 2004: Helga Paris[2]
- 2005: Rolf Julius[3]
- 2006: Ira Schneider,[4] USA
- 2007: Harald Metzkes[5]
- 2008: Katharina Meldner
- 2009: Konrad Knebel[6]
- 2010: Arno Fischer
- 2011: Ulrike Ottinger
- 2012: Johannes Grützke
- 2013: Andreas Slominski
- 2014: Nanne Meyer[7]
- 2016: Cornelia Schleime, Förderpreis: Tatjana Doll[8]
- 2018: Christiane Möbus,[9] Förderpreis Sunah Choi[9]
- 2020: Monika Baer,[10] Förderpreis Natascha Sadr-Haghighian[10]
- 2022: Ruth Wolf-Rehfeldt,[11] Förderpreis Farkhondeh Shahroudi
- 2024: Akinbode Akinbiyi, Förderpreis Özlem Altın